# Olsträsket
Olsträsket är en sjö i Sorsele kommun i Lappland och ingår i Umeälvens huvudavrinningsområde. Sjön har en area på 1,85 kvadratkilometer och ligger 400,2 meter över havet. Olsträsket ligger i Vindelälven Natura 2000-område. Sjön avvattnas av vattendraget Olsbäcken (Njuktjerbäcken).

## Delavrinningsområde
Olsträsket ingår i det delavrinningsområde (726753-156562) som SMHI kallar för Utloppet av Olsträsket. Medelhöjden är 454 meter över havet och ytan är 10,74 kvadratkilometer. Räknas de 24 avrinningsområdena uppströms in blir den ackumulerade arean 176,73 kvadratkilometer. Olsbäcken (Njuktjerbäcken) som avvattnar avrinningsområdet har biflödesordning 3, vilket innebär att vattnet flödar genom totalt 3 vattendrag innan det når havet efter 315 kilometer. Avrinningsområdet består mestadels av skog (77 procent). Avrinningsområdet har 1,85 kvadratkilometer vattenytor vilket ger det en sjöprocent på 17,2 procent.